# Новицький Михайло Валентинович
Михайло Новицький (дата народження — 17 грудня 1963 року) — російський актор із Санкт-Петербурга, музикант, лідер групи «СП Бабай», лідер екологічного руху «Зелена Хвиля» (рухом врятовано від забудови 9 скверів м. Санкт-Петербурга), художник, поет і письменник, автор казок для дітей та дорослих, автор сценарію, багатьох віршів і пісень, керівник і актор театру пісні «Театр Михайла Новицького», організатор фестивалю авторської пісні ім. В. С. Висоцького «Лампушка». Пісні та композиції Михайла Новицького ротируються на радіо «Ехо Москви», «Радіо Шансон», «Дорожнє», Русское радио, «Пітер Fm», Moskva.FM. Михайло Новицький відомий як «классик петербургских площадей», «певец несогласных» і «зелёный волнорез» через його опозиційну громадянську позицію до нинішньої російської влади.

## Біографія
Михайло Новицький народився 17 грудня 1963 у смт Браїлів Жмеринського району Вінницької області, УРСР (нині Україна) в сім'ї токаря Валентина Феліксовича Новицького і Ольги Мойсеївни Борцової. Дід, Мойсей Миколайович Борцов, ремісник, загинув у Вітчизняній Війні. Бабуся, Ситник (Борцова) Марія Петрівна, селянка, під час війни учасниця партизанського руху. 
У 1967 році переїхав з родиною в Казахстан на освоєння цілини. Там закінчив школу і будівельний технікум .
З 1983 по 1985 рр. служив у лавах Радянських Збройних Сил, був командиром відділення розвідки у артилерійських військах, а після демобілізації приїхав до Ленінграда. У 1990 році закінчив Ленінградський державний інститут театру музики і кінематографії (ЛДІТМіК) за фахом «актор театру і кіно»
В даний час живе і працює в Санкт-Петербурзі, керівник і актор театру пісні «Театр Михайла Новицького».

## Освіта
- Атбасарский технікум механізації і електрифікації сільського господарства за фахом "майстер сільського цивільного будівництва" (1979 - 1983), місто Атбасар, Казахстан.
- Ленінградський державний інститут театру, музики і кінематографії (ЛДІТМіК), місто Ленінград.

Майстерня професора Фильштинского Веніаміна Михайловича.
Актор театру і кіно, випуск 1990.

## Діяльність
З 1996 року Михайло Новицький є керівником і учасником театрально-музичного гурту «СП Бабай».
У липні 2001 Новицький за підтримки пітерського журналіста Костянтина Жукова і гітариста-директора гурту «Зимовье зверей» Олександра Петерсона - організував перший лісовий фестиваль "Лампушка 2001", присвячений пам'яті Володимира Висоцького. Фестиваль відбувся на тому ж місці, де за двадцять дев'ять років до цього (у 1972 році) відбувся лісовий концерт великого барда. Згодом "Лампушка" зажила власним життям, з кожним роком збираючи все більшу аудиторію, а її лауреатські звання стали котируватися на рівні провідних фестивалів авторської пісні.
З 2003 року - організатор і лідер екологічного руху «Зелена хвиля».
Михайло Новицький - постійний учасник протестного руху. З середини нульових років він постійно виступав на мітингах демократичної опозиції в Санкт-Петербурзі де виконував критичні пісні власного твору присвячені російській владі. Він виступав на мітингах проти будівництва офісного хмарочоса «Газпрому» і на підтримку політв'язнів, за проведення чесних виборів і проти російської інтервенції в Україну. Під час мітингу на підтримку Олексія та Олега Навальних, що пройшов на Марсовому полі 15 січня 2015 року, Новицький заспівав пісню «Путін, Геллоу!». Після цього музиканта стали піддавати жорстокої цензури: тільки в січні 2015-го було скасовано два заходи за його участю. Пісня Новицького "Путін, лижі, Магадан" стала одним з неофіційних гімнів російської опозиції.

## Фільмографія
- 2009 р. — «Ні дня без подвигу», реж. Максим Горськов, ENOT-video, музыкальный-документальный фільм, головний персонаж

.
- 2012 р. — «Поклонница»[ru], реж. Віталій Мельников, RWS, Ленфільм, «Киномельница», повнометражний фільм, роль піаніста, епізод.
- 2012 р. — «Братство десанту», реж. Арменак Назікян, Віктор Татарський, Тріікс Медіа, серіал, (16 серій), ICTV, НТВ, роль заручника, мешканця Чечні, епізод.
- 2012 р. — «Я відміняю смерть» реж. Денис Скворцов, Павло Мальков, «Репродакшн філмс», серіал (24 серії), Телеканал ТВ3, роль бізнесмена, батька конкурсантки, другий план.
- 2013 р. — «Ліки проти страху», реж. Олександр Аравін, серіал (16 серій), Росія-1, роль серба-біженця, епізод.
- 2013 р. — «Попіл», реж. Вадим Перельман, WeiT Media, серіал (10 серій), Росія-1, роль в'язня, епізод.
- 2013 р. — «Жених», реж. Олексій Ведерніков, роль другого плану - Сторож.
- 2013 р. — «Особливий випадок», реж. Олександр Захаренков, Михайло Сапунов, Юрій Лейзеров, Філіп Коршунов, Тв-Партнер, роль режисера театру.
- 2013 р. — «Литейный», реж. Олександр Глинський, серіал, 173 серія «Еліксир безсмертя».
- 2014 р. — «Морські Дияволи. Смерч 2 », серії 43, 44, роль - провідник.
- 2014 р. — «Трюкач», реж. Сергій Щербин, Форвард-Фільм, роль - кінооператор.
- 2014 р. — «Академія», реж. Анаріо Мамедов, ТНТ, роль - лісник.
- 2014 р. — «Сімейний альбом», реж. Леонід Прудковскій, 1 канал, епізод - гультяй.
- 2014 р. — «Трек» реж. Ілля Северів, епізод - відвідувач ресторану.
- 2014 р. — «Улицы разбитых фонарей», реж. Віктор Шкуратов, роль - Фарт, господар катрана.
- 2014 р. — «Маргінал», кліп групи «Електричні партизани»[ru], реж. Антон Косенко, роль - дід.
- 2014 р. - «Ментовські війни 9» [ru], реж.  Денис Скворцов[ru], роль - Скіф, бандит.
- 2014 р. - «Содом і Гоморра», реж. Михайло Новицький, короткометражний, головні ролі - вчитель, учень.
- 2015 р. - «Папа на виріст» [ru] , комедійний серіал, роль - доктор.

## Дискографія
- 1989 р. — 3—16[18].
- 1996 р. — «Свободный полёт»[19].
- 1997 р. — «С кокардой в голове»[20][21].
- 1999 р. — «Полетела звезда»[22].
- 2000 р. — «СП Бабай Лучшее»[22].
- 2001 р. — Лирический альбом[23].
- 2002 р. — «Сказка про короля Арлиса»[24].
- 2002 р. — «Вжик по сердцу»[25].
- 2003 р. — «Стебалово»[26].
- 2004 р. — «Главные песни о разном»[27].
- 2007 р. — «На середине жизни»[28][29][30].
- 2007 р. — «Наш Высоцкий» (концерт-спектакль, DVD+книга)[31].

## Спектактлі
- 2003 — «Наш Висоцький», реж. Михайло Новицький, Петро Солдатенков, Театр Михайла Новицького, спектакль за творами Володимира Висоцького, головні ролі: дідусь, п'яниця, водій, міліціонер, стрибун, козел, корсар, і ін.
- 1991 — «Пролітаючи над гніздом психушки», реж. Граніцин, театр мініатюр, роль: псих, начальник, матрос, співак.
- 1990 — «Дюймовочка», реж. Тетяна Савенкова, Театр «Казки на Неві», роль: жабеня
- 1990 — «Кіт у чоботях», реж. Тетяна Савенкова, Театр «Казки на Неві», роль: Кіт
- 1989 — «Качине полювання», реж. Костянтин Жуков, Навчальний театр, роль: Зілов
- 1986 — «Карнавал Высоцкого», реж. Вениамин Фильштинский, Театр «Перекресток», роль: воин, поэт, мангуст
- 1980 — «Аз и Ферт», реж. Н.Пивоварова, Атбасарский театр драмы, роль: Фадеев
- 1980 — «Счастливая скамейка», реж. Н.Пивоварова, Атбасарский театр драмы, роль: милиционер[7].

## Нагороди і звання
- 2013 — Чехія, Фестиваль авторської пісні ім. Кукіна «За туманом», спектакль «Наш Висоцький», лауреат.
- 2008 — Росія, Фестиваль «Зелений погляд», документальний фільм «Ні дня без подвигу», гран-прі «Найкращий персонаж».
- 2007 — Росія, Фестиваль авторської пісні ім. Грушина, авторська пісня, лауреат.
- 2006 — Лауреат державної премії «Роби добро» в номінації «Екологія».
- 2001 — Росія, Фестиваль авторської пісні ім. Висоцького «Лампушка», спектакль «Наш Висоцький», лауреат[7].

## Основні публікації
- «Книга казок для дорослих і дітей» (2000)
- «Нестреляй і його друзі» (2010)[32] Изд. Комильфо, с. 104, тираж 2000 экз., ISBN 978-5-91339-152-0;
- «Начало и конец начал» (2011, сценарий) [33]
- «Про Карлушу» (2013)

## Опозиційні пісні
- «С кокардой в голове» (1997) [34]
- «Воровская страна» (2011) [35]
- «Медведю — песець», Мітинг 26.11.2011, Телекомпанія «Невский экспресс»[36].
- «Путин, уходи!», FISHka (19.02.12)[37].
- «Путин всех боится»(11.05.12)[38].
- «Путин, лыжи, Магадан»(2012)[39].
- Нейромир-TV, пісня «Люди выходят на площадь» (2013)[40].
- «Майдан» (слова  О.М. Городницького)(2014)[41].
- «Выше поднимай!», FISHka (31.08.14)[42].
- «Путин Гелло!»[43][44][45] (2014). На мітингу в Санкт-Петербурзі (15.01.15)[46].
- «Несе Галя воду» (2014) [47]